# Amiota delta
Amiota delta este o specie de muște din genul Amiota, familia Drosophilidae, descrisă de Takada, Beppu și Masanori Joseph Toda în anul 1979. Conform Catalogue of Life specia Amiota delta nu are subspecii cunoscute.